# Locomotive d'or (album)
Albums de Claude Nougaro
Sœur Âme
(1971) Récréation
(1974)
Locomotive d'or est un album Claude Nougaro, il sort en septembre 1973 sous le label Philips.

## Autour de l'album
Référence originale : Philips 6499 692
L'album, réalisé par Thierry Vincent, est enregistré au château d'Hérouville.
Claude Nougaro a enregistré une première version du titre Armé d'amour, sur son précédent album Sœur Âme.

## Titres
| 1. | Locomotive d'or                      | Claude Nougaro                     | J. Campbel Badiane - Fodé Youla      | 9:46 |
| 2. | Dansez sur moi (Girl Talk)           | Claude Nougaro - W. Robert Troup   | Neal Hefti                           | 3:22 |
| 3. | Rue Saint-Denis                      | Claude Nougaro - Jacques Audiberti | Claude Nougaro - Maurice Vander      | 4:21 |
| 4. | Montparis                            | Claude Nougaro                     | Claude Nougaro - Eddy Louiss         | 6:51 |
| 5. | Pommier de paradis                   | Claude Nougaro                     | Claude Nougaro - Maurice Vander      | 3:47 |
| 6. | Armé d'amour (2e version)            | Claude Nougaro                     | Claude Nougaro - Jean-Claude Vannier | 3:58 |
| 7. | Fale (jeu de mémoire) (Instrumental) |                                    | Traditionnel de Guinée maritime      | 5:27 |

## Musiciens
Maurice Vander : piano, piano électrique, moog
Eddy Louiss : orgue, eminent, piano
Didier Batard : basse
François Auger : batterie
André Arpino : batterie sur Dansez sur moi et Rue Saint-Denis
Francis Darizcuren : basse sur Dansez sur moi et Rue Saint-Denis
José Souc : guitare sur Rue Saint-Denis